# Osinniki Pierwsze
Osinniki Pierwsze (lit. Uosininkai I; pol. hist. Osinniki I, Osienniki) – wieś na Litwie, w okręgu wileńskim, w rejonie wileńskim, w gminie Mickuny, przy trakcie Batorego (drodze krajowej nr 103) i Wilejskim Rezerwacie Hydrograficznym.
Współcześnie w skład miejscowości wchodzą także dawne zaścianki Polesie i Wiszniewo. 

## Historia
W XIX i w początkach XX w. położone były w Rosji, w guberni wileńskiej, w powiecie wileńskim, w gminie Mickuny. Po I wojnie światowej pod administracją polską, w Zarządzie Cywilnym Ziem Wschodnich. W latach 1920–1922 w składzie Litwy Środkowej.
Od 11 kwietnia 1922 leżały w Polsce, w województwie wileńskim, w powiecie wileńsko-trockim, w gminie Mickuny. W 1931 miejscowości liczyły:
- Osinniki I – 72 mieszkańców, zamieszkałych w 13 budynkach,
- Polesie – 12 mieszkańców, zamieszkałych w 2 budynkach,
- Wiszniewo – 5 mieszkańców, zamieszkałych w 1 budynku[3].

Po II wojnie światowej w granicach Związku Sowieckiego. Od 1991 na niepodległej Litwie.